# آرک (ویرجینیا)
آرک (به انگلیسی: Ark) یک منطقهٔ مسکونی در ایالات متحده آمریکا است که در شهرستان گلاستر، ویرجینیا واقع شده است. آرک ۳٫۰۵ متر بالاتر از سطح دریا واقع شده است.